# Oinofyta
Oinofyta (in greco Οινόφυτα?) è un ex comune della Grecia nella periferia della Grecia Centrale (unità periferica della Beozia) con 8 195 abitanti secondo i dati del censimento 2001.
È stato soppresso a seguito della riforma amministrativa, detta Programma Callicrate, in vigore dal gennaio 2011 ed è ora compreso nel comune di Tanagra.

## Località
Il comune è suddiviso nelle seguenti comunità (i nomi dei villaggi tra parentesi):
- Agios Thomas
- Kleidi
- Oinofyta (Oinofyta, Dilesi)